# Rudolf Arendt (Admiral)

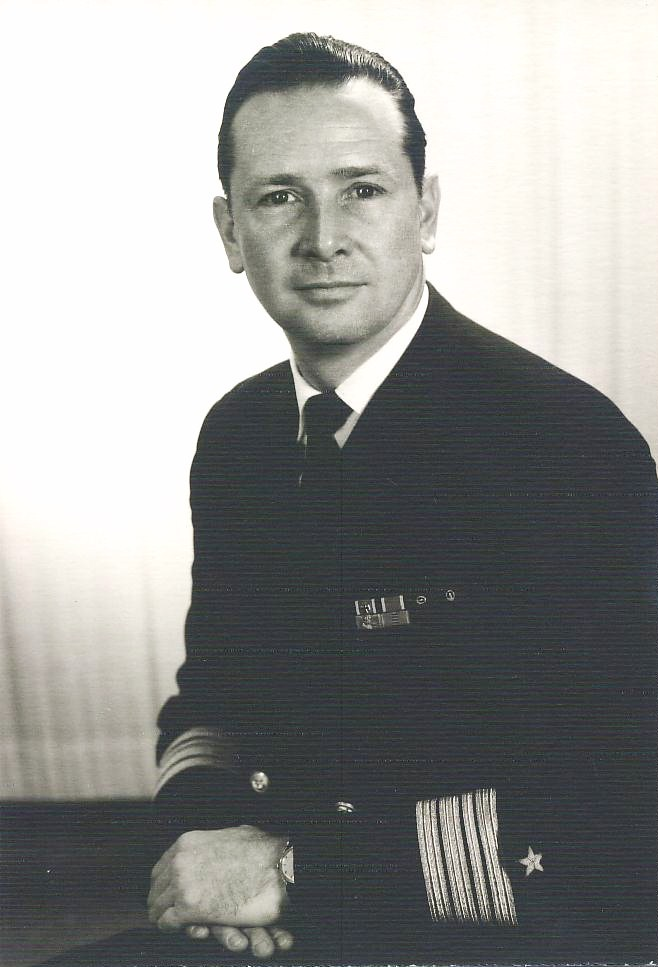
Fregattenkapitän Arendt (1966)

Rudolf Arendt (* 25. Januar 1923 in Ballenstedt, Freistaat Anhalt; † 30. Mai 2021) war ein deutscher Marineoffizier, zuletzt Konteradmiral der Bundesmarine.

## Leben
Arendt besuchte in Berlin die Schule. Er trat während des Zweiten Weltkrieges in die Kriegsmarine ein und wurde zum Offizier auf U-Booten ausgebildet. Am 1. Januar 1943 wurde er zum  Leutnant zur See befördert. Er diente kurze Zeit als Kommandant von U 18 und ab dem 20. Juni 1944 im Dienstgrad Oberleutnant zur See als letzter Kommandant von U 23, dessen Selbstversenkung er am 10. September 1944 im Schwarzen Meer vor der türkischen Küste befahl. Anschließend begab er sich in der Türkei in die Internierung, die bis zum 26. September 1946 dauerte.
1956 trat Arendt in die neu gegründete Bundesmarine ein. Von März 1965 bis Oktober 1967 war er Fregattenkapitän und Kommandeur des 2. Schnellbootgeschwaders in Wilhelmshaven. 1978 war er als Flottillenadmiral Stabsabteilungsleiter der Abteilung 2 des Führungsstabs der Streitkräfte (Fü S). 1980 stieg er zum Konteradmiral und Chef des Stabes Fü S auf. Am 31. März 1983 wurde Rudolf Arendt mit dem Erreichen der Altersgrenze aus dem aktiven Dienst verabschiedet.
Danach verkaufte er bis 1989 U-Boote für die Howaldtswerke-Deutsche Werft. Seit 2016 verwitwet, lebte er zuletzt in Meckenheim (Rheinland). Er erlebte noch, dass sein Boot U 23 Anfang 2019 wiedergefunden wurde.

## Ehrungen
- 1975: Verdienstorden der Bundesrepublik Deutschland, Bundesverdienstkreuz am Bande
- 1980: Bundesverdienstkreuz 1. Klasse

## Schriften
- Letzter Befehl: Versenken. Deutsche U-Boote im Schwarzen Meer 1942 bis 1944. Mittler & Sohn, 1998, ISBN 3-8132-0543-6.
- Die Marine der Bundesrepublik Deutschland im Wandel der Zeit (1956–2005). In: J. B. Sander-Nagashima: Die Bundesmarine 1950 bis 1972. Konzeption und Aufbau. Oldenbourg Verlag, München 2006, ISBN 3-486-57972-X.
- Angriff auf Batum – Einsatzbericht der 30. U-Flottille im Herbst 1943: Kampf der „kleinen" U-Boote“. In: Schiff Classic, Magazin für Schifffahrts- und Marinegeschichte e. V. der Deutschen Gesellschaft für Schiffahrts- und Marinegeschichte, Jahrbuch 2020, S. 34–47, ISBN 978-3-96453-225-1.